# Poco
Poco — американская кантри-рок-группа, образованная в 1968 году в Лос-Анджелесе, Калифорния, поющим гитаристом Ричи Фьюреем, участником незадолго до этого распавшейся группы Buffalo Springfield, и бас-гитаристом Джимом Мессиной. Poco выпустили 19 студийных альбомов; самый популярный из них, Legend (1978), получил в США «золотой» статус и поднялся до #14 в Billboard 200. Успех в чартах имели также синглы «Crazy Love» (1979, #17), «Heart of the Night» (1979, #20) и «Call It Love» (1989, #18).
Poco считаются одними из основателей звучания южно-калифорнийского кантри-рока, а трое участников группы были введены в Зал славы рок-н-ролла как участники других групп (Фьюрей — с Buffalo Springfield, Мейснер и Шмит — с Eagles). Тем не менее, сама группа Poco так и не была номинирована, хотя получила право на включение ещё в 1995 году, когда исполнилось 25 лет со дня выхода их первого сингла.

## История группы
Группа Poco образовалась в 1968 году, и её появление было напрямую связано с историей распада Buffalo Springfield. Работу над своим последним альбомом Last Time Around последние завершали в атмосфере нарастающих разногласий: трое вокалистов состава — Стивен Стиллз, Нил Янг и Ричи Фьюрей — записали каждый свои песни без участия других музыкантов. Одной из сольных композиций последнего была кантри-баллада «Kind Woman», завершавашая альбом, которую он записал с помощью продюсера, звукоинженера и бас-гитариста Джима Мессины и педал-стил-гитариста Расти Янга (1946—2021), участника фолк-рок/психоделической группы Boenzee Cryque. Вскоре Buffalo Springfield распались окончательно, а Фьюрей, Мессина и Расти Янг, сохранив творческий союз, решили создать собственный коллектив, сделав акцент на кантри-рок.
В первый состав группы, помимо организаторов, вошли также Джордж Грэнтэм (англ. George Grantham, ударные и вокал) и Рэнди Майснер (англ. Randy Meisner, бас-гитара, вокал). Ансамбль подписал контракт с компанией Epic Records, которая выкупила у Atlantic Records права на песни Фьюрея в обмен на права Грэма Нэша из Hollies, который в тот момент покидал Atlantic как участник Crosby, Stills & Nash). Первоначально группу назвали Pogo (в честь героя комикса опоссума Пого), но создатель последнего Уолт Келли пригрозил иском, и одну букву было решено изменить, переиначив название на «испанский манер» (как в «poco importante»).

## Дискография

### Студийные альбомы
- Pickin’ Up the Pieces (1969)
- Poco (1970)
- From the Inside (1971)
- A Good Feelin’ to Know (1972)
- Crazy Eyes (1973)
- Seven (1974)
- Cantamos (1974)
- Head over Heels (1975)
- Rose of Cimarron (1976)
- Indian Summer (1976)
- Legend (1978)
- Under the Gun (1980)
- Blue and Gray (1981)
- Cowboys & Englishmen (1982)
- Ghost Town (1982)
- Inamorata (1984)
- Legacy (1989)
- Running Horse (2002)
- All Fired Up (2013)

### Синглы (избранное)
- 1970 — «You Better Think Twice» (The Billboard Hot 100 #72)
- 1971 — «C’mon» (# 69)
- 1975 — «Keep On Tryin’» (#50)
- 1976 — «Rose of Cimarron» (#94)
- 1977 — «Indian Summer» (#50)
- 1979 — «Crazy Love» (#17, Adult Contemporary #1)
- 1979 — «Heart of the Night» (#20, Adult Contemporary #5)
- 1980 — «Midnight Rain» (# 74)
- 1980 — «Under the Gun» (# 48)
- 1981 — «Widowmaker» (Mainstream Rock #33)
- 1982 — «Sea of Heartbreak» (Adult Contemporary #35)
- 1984 — «Days Gone By» (#80)
- 1989 — «Call It Love» (#18, Adult Contemporary #2, Mainstream Rock #3)
- 1989 — «Nothin’ to Hide» (#39)
- 1990 — «What Do People Know» (Adult Contemporary #24)
- 1990 — «The Nature of Love» (Mainstream Rock #30)